# Ferdinand Zirkel
Ferdinand Zirkel, född 20 mars 1838 i Bonn, död där 12 juni 1912, var en tysk geolog och petrograf.
Zirkel studerade vid universitetet i Bonn och efter att 1860 ha genomrest Island lämnade han en särskilt ur petrografisk synpunkt utmärkt framställning av öns geologiska byggnad. Han promoverades till filosofie doktor vid nämnda universitet 1861 och blev professor vid Lembergs universitet (då under österrikisk överhöghet) 1863, i Kiel 1868 och blev Carl Friedrich Naumanns efterträdare som professor i mineralogi och geognosi i Leipzig 1872.
Under 1860-talet gjorde Zirkel geologiska resor i Pyrenéerna, Skottland och Italien samt 1874 i Nordamerika. Han var den förste, som i Tyskland tillämpade den av Henry Clifton Sorby 1850 använda metoden att genom preparering och mikroskopisk undersökning studera mineralen och bergarterna och kan anses som skaparen av den mikroskopiska petrografin. Zirkel utgav 10:e t.o.m. 15:e upplagan av Naumanns "Elemente der Mineralogie". Han tilldelades Wollastonmedaljen 1898.